# Raymond Gaillard
Raymond Gaillard était un concessionnaire Panhard basé rue du Ranelagh à Paris qui est devenu pilote et constructeur d'automobiles. Après avoir piloté pour la marque Callista aux 24 Heures du Mans, il en devient le financier, la reprend et fonde Arista en 1953,,.

## Résultats aux 24 Heures du Mans
| Année | Voiture                     | Équipe           | Équipiers      | Résultat |
| ----- | --------------------------- | ---------------- | -------------- | -------- |
| 1934  | Rally NCP                   | Raymond Gaillard | Paul Vallée    | Abandon  |
| 1935  | Singer Nine Le Mans Replica | Raymond Gaillard | Maurice Aimé   | 22e      |
| 1950  | Callista RAN                | Raymond Gaillard | Pierre Chancel | 28e      |
| 1951  | Panhard Dyna X84            | Raymond Gaillard | Pierre Chancel | 25e      |
| 1952  | Panhard Dyna X84 Sport      | Raymond Gaillard | Pierre Chancel | 16e      |